# Dálnice v Evropě

Česko

Švýcarsko

Polsko

V Evropě je v provozu hustá síť dálnic a rychlostních silnic. Nejhustší dálniční síť existuje v Nizozemsku, kde jsou už téměř všechny hlavní silnice nahrazeny dálnicemi. V přepočtu na obyvatele nebo rozlohu země má nejvíce kilometrů dálnic Lucembursko. Rozsáhlou dálniční síť mají vybudovanou např. v Německu, Itálii, Francii a dalších, většinou západních zemích Evropy. Oproti tomu země bývalého východního bloku mají v budování dálnic velké zpoždění. Jejich dálniční síť je většinou nesouvislá, někde dokonce žádná. Výjimkou je pouze Slovinsko, které má však dálniční síť téměř dokončenu díky malé rozloze státu.

## Označování

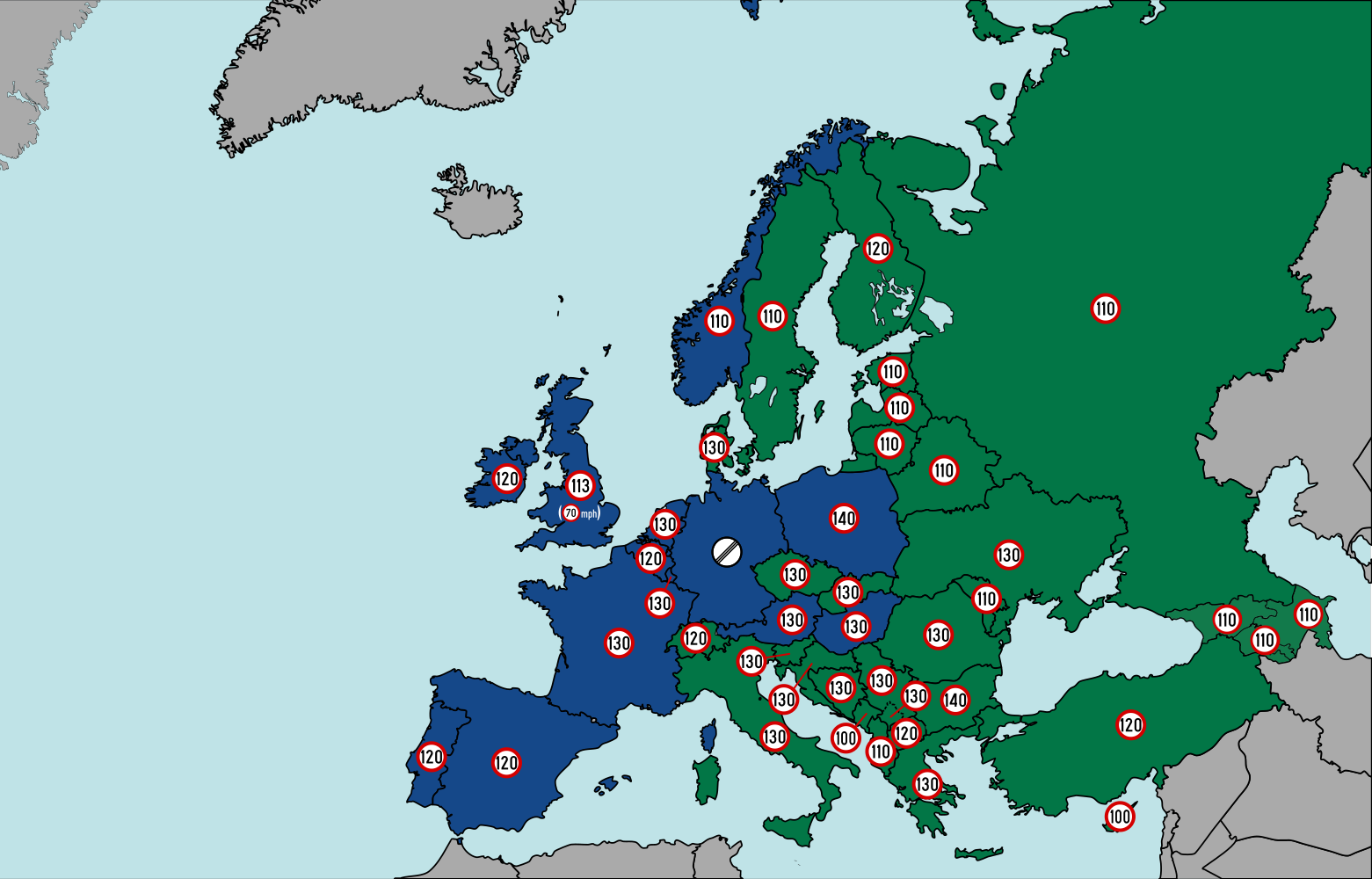
Rychlostní limity na dálnicích v Evropě a barva podkladu dopravních značek

Kvůli odlišení od běžných silnic jsou v jednotlivých zemích Evropy čísla dálnic doplněna písmenem. Většinou se jedná o začáteční písmeno samotného názvu.
- A Francie (l’autoroute), Chorvatsko (autocesta), Itálie (autostrada), Litva (automagistralė), Lotyšsko (Augstākās kategorijas autoceļš), Německo (Autobahn), Polsko (autostrada), Rakousko (Autobahn), Slovinsko (avtocesta), Srbsko (aутопут/autoput), Španělsko (autopista, autovía), Švýcarsko (Autobahn, autostrada, l'autoroute),
- O Turecko (Otoban)
- D Česko (dálnice), Slovensko (diaľnica),
- M Irsko (mótarbhealach), Maďarsko (autópálya), Rusko (magistral'naja avtomobil'naja doroga), Velká Británie (motorway)

Jsou však i země, např. všechny skandinávské, které nepoužívají vůbec žádné písmeno. Dokonce ani čísla dálnic tam nebývají odlišena od běžných silnic.

## Historie
První dálnice v Evropě, a i na světě, byla Autostrada dei laghi. Její stavba byla dokončena 21. září 1924 v Miláně. Spojovala Milán s městem Varese v Lombardii. Dálnice byla postavena dle návrhu konstruktéra Piera Puricelliho, který tehdy představil nový typ cesty, jejíž náklady budou hrazeny zpoplatněním pomocí mýtného.
Historicky první dálnice dnešního typu (čtyřproudová rychlostní komunikace, s oddělenými směry) byly ve velké míře stavěny po nástupu Hitlera k moci v Německu před 2. světovou válkou. Výstavba první takovéto dálnice byla slavnostně zahájena u obce Unter Haching v roce 1934.

## Rozvoj dálnic v evropských zemích v letech 1995–2017+
| Země                | km (1995) | km (2003) | km (2008+) | km (2017+) |
| ------------------- | --------- | --------- | ---------- | ---------- |
| Albánie             | 35        | 35        | 35         | 181        |
| Belgie              | 1 666     | 1 729     |            | 1747       |
| Bělorusko           |           | 750       | 750        |            |
| Bosna a Hercegovina | 0         | 12        | 37         | 97         |
| Bulharsko           | 314       | 328       | 476        | 846        |
| Černá Hora          | 0         | 0         | 0          | 41         |
| Česko               | 418       | 528       | 738        | 1 375      |
| Dánsko              | 726       | 1 027     |            | 1 050+     |
| Estonsko            | 64        | 96        | 110        | 164        |
| Finsko              | 394       | 653       | 700        | 700        |
| Francie             | 8 275     | 10 379    | 11 822     |            |
| Chorvatsko          | 302       | 554       | 1 095      | 1306       |
| Itálie              | 6 435     | 6 487     | 6 943      | 6 965      |
| Irsko               | 72        | 176       |            | 916        |
| Kosovo              |           |           | 0          | 124        |
| Kypr                | 168       | 268       |            | 320        |
| Island              | 0         | 0         | 0          | 0          |
| Lichtenštejnsko     | 0         | 0         | 0          | 0          |
| Litva               | 394       | 417       | 110        | 311        |
| Lotyšsko            | 0         | 0         |            |            |
| Lucembursko         | 115       | 147       | 147        | 147        |
| Maďarsko            | 335       | 542       | 1 013      | 1 800      |
| Moldavsko           | 0         | 0         | 0          | 0          |
| Německo             | 11 109    | 12 044    | 12 866     |            |
| Nizozemsko          | 2 208     | 2 541     |            | 3 530      |
| Norsko              | 107       | 173       | 270        | 468        |
| Polsko              | 246       | 405       | 698        | 1 849      |
| Portugalsko         | 687       | 2 002     | 2 572      | 3 000      |
| Rakousko            | 1 596     | 1 670     | 1 699      | 1 719      |
| Rumunsko            | 113       | 113       | 303        | 748        |
| Rusko               |           | 600       |            | 800        |
| Řecko               |           | 420       |            | 2 500      |
| San Marino          | 9         | 9         | 9          | 9          |
| Severní Makedonie   |           |           | 198        | 242        |
| Slovensko           | 198       | 313       | 360        | 500        |
| Slovinsko           | 293       | 477       |            | 592        |
| Spojené království  | 3 307     | 3 609     |            | 3 218      |
| Srbsko              | 388       | 482       | 530        | 660        |
| Španělsko           | 6 962     | 10 296    |            | 17 109     |
| Švýcarsko           | 1 197     | 1 342     | 1 763      |            |
| Švédsko             | 1 141     | 1 591     | 1 656      | 1 800      |
| Turecko             | 1 246     | 1 851     |            | 3 633      |
| Ukrajina            | 0         | 0         | 16         |            |

Poznámka:

Tabulka nemusí být úplná. V některých zemích číslo uvádí společný údaj pro dálnice i rychlostní silnice. Klasifikace samotné dálnice se u jednotlivých zemí liší.